# Bruno Julie
Bruno Julie (n. 11 iulie 1978, Port Louis, Mauritius) este un boxer ce a reprezentat Mauritius, medaliat olimpic. A participat la o ediție a Jocurilor Olimpice (2008) în care a câștigat o medalie de bronz.